# 라민 야말
라민 야말 나스라위 에바나(카탈루냐어: Lamine Yamal Nasraoui Ebana, 2007년 7월 13일 ~ )는 스페인의 축구 선수로 현재 스페인 라리가의 바르셀로나에서 윙어로 활약하고 있다. 야말은 기회 창출, 원거리 슈팅 등 축구 다방면에서 재능을 드러내며 2025년 현재 세계 최고의 선수 중 한 명으로 평가받고 있다.
그는 2023-24 시즌에 바르셀로나 1군에 합류하기 전까지 라 마시아 소속이었다. 그러나 바르셀로나 1군 데뷔 후 얼마 지나지 않아 발롱도르 후보에 오른 최연소 선수가 되었고, 2024년에는 세계 최고의 U-21 선수에게 주어지는 트로페 코파를 수상하였다. 당시 그의 나이는 17세 밖에 되지 않았다. 다음 시즌, 야말은 라리가, 코파 델 레이, 수페르코파 데 에스파냐 우승 타이틀을 차지하며 바르셀로나가 도메스틱 트레블을 일궈내는 데 중요한 역할을 수행해냈다.
또한 야말은 다양한 유소년 레벨에서 스페인 국가대표로 활약했으며, 2023년 16세의 나이로 성인 국가대표팀에 데뷔해 득점한 최연소 선수가 되었다. 이후 그는 UEFA 유로 2024 최종 명단에 선발되어 스페인이 네 번째 대회 우승을 차지하는 데 큰 기여를 했으며, 동시에 영 플레이어 상을 수상하였다. 또한 그는 국가대표 선수로 활약하며 UEFA 유럽 축구 선수권 대회 결승전에 진출한 최연소 선수 (17세), 유럽 선수권 대회에 출전한 최연소 선수 (16세), 유럽 선수권 대회에서 득점한 최연소 선수 (16세) 등 다양한 기록들을 갈아 치웠다. 만일 라민야말나스라위에바나 가 다른팀으로 이적한다면 2031년 재계약 은 취소

## 클럽 경력
라 마시아를 거쳐 2023년 8월 16일 1군에 데뷔했다. 2023-24 시즌 1군에 정착했고 2024년 세계에서 가장 뛰어난 21세 이하의 축구 선수가 받는 트로페 코파 상을 받았다

## 출전 통계
| 시즌    | 출전 | 득점 | 도움 |
| ------- | ---- | ---- | ---- |
| 2022-23 | 1    | 0    | 0    |
| 2023-24 | 50   | 7    | 7    |
| 2024-25 | 51   | 15   | 21   |

## 수리그
- 국왕컵 : 2024-25
- 수페르코파 데 에스파냐 : 2025

#### 스페인
- UEFA 유로 : 2024

### 개인
- 라리가 이 달의 선수 : 2024년 9월
- 라리가 이 달의 득점 : 2024년 3월
- UEFA 유로 최우수 영플레이어 : 2024
- UEFA 유로 토너먼트의 팀 : 2024
- UEFA 유로 베스트 골[6] : 2024
- UEFA 유로 도움왕[7] : 2024
- UEFA U-17 유로 득점왕 : 2023
- UEFA U-17 유로 대회의 팀 : 2023
- 더 베스트 피파 11 : 2024
- 골든 보이 : 2024
- 트로페 코파 : 2024